# Ил Палацино (Болоња)
Ил Палацино (итал. Il Palazzino) је насеље у Италији у округу Болоња, региону Емилија-Ромања.
Према процени из 2011. у насељу је живело 46 становника. Насеље се налази на надморској висини од 12 м.